# SN 2000ee
SN 2000ee – supernowa typu Ia odkryta 21 października 2000 roku w galaktyce A022734+0111. W momencie odkrycia miała maksymalną jasność 22,60m.